# Nik Raivio
Nikolas Thomas Raivio, detto Nik (Anversa, 6 febbraio 1986), è un cestista statunitense con cittadinanza tedesca, professionista nella Serie B1 con i Legnano Basket Knights.

## Biografia
È fratello minore di Derek e figlio di Rick, entrambi cestisti.